# Здравоохранение в России
Охрана здоровья граждан в России — совокупность мер политического, правового, социального, культурного, научного, медицинского, санитарно-гигиенического и противоэпидемического характера, направленных на сохранение и укрепление физического и психического здоровья каждого человека, поддержание его долголетней активной жизни, предоставление ему медицинской помощи в случае утраты здоровья или улучшения физического или психического состояния здоровья.
Число больничных учреждений в конце 2019 года составляло около 5,2 тыс., больничных коек — 1124,00 тыс. (78,4 на 10 000 человек населения).
Доля частных клиник в России не превышает 10–20 % от их общего количества. Согласно данным Росстата по состоянию на конец 2023 года численность врачей в России составляла 758,8 тысяч, работников среднего медперсонала — 1,47 млн.
Совокупные расходы на здравоохранение в России в 2022 году составляли 1 243 465,8 млн рублей. В 2016 году общие расходы на охрану здоровья из всех источников составили в России более 6 % ВВП.
Общие расходы на здравоохранение в России в 2007 году составили (в абсолютных цифрах) 493 долл. на человека. Этот показатель включает государственные расходы на медицину (составлявшие в том же 2007 году 316 долл. на человека), медицинские услуги, оплачиваемые за счёт пациента, и услуги, оплачиваемые через систему медицинского страхования (обязательное и добровольное медицинское страхование). В 2012 году соответствующие показатели составили $913 общих расходов и $467 государственных расходов.
Государственные и негосударственные расходы служб общественного здравоохранения на лечение заболеваний, связанных с употреблением табака, составили 42 миллиарда рублей, или 13,1 % общих расходов служб общественного здравоохранения на лечение респираторных заболеваний, и 83 миллиарда, или 20,8 % общих расходов служб общественного здравоохранения на лечение заболеваний сердечно-сосудистой системы (данные на 2003 год).

## История

### Здравоохранение в советской России
В советский период Россия достигла значительных успехов в создании действенной системы здравоохранения, что — совместно с общим повышением (в сравнении с дореволюционным состоянием) уровня жизни, грамотности и социально-гигиенической культуры населения — оказывало, в частности, существенное положительное влияние на динамику смертности. В этом процессе особое значение имела советская концепция развития общественного здравоохранения, «ориентированная на массовую профилактику и предупреждение инфекционных и эпидемических заболеваний, на вакцинацию и иммунизацию всего населения». В результате страна, пережившая в XX веке немало потрясений, к середине 1960-х годов достигла среднеевропейского уровня продолжительности жизни (около 70 лет).
При этом все опасные инфекционные и паразитарные заболевания, болезни органов дыхания и пищеварения, младенческая и материнская смертность были поставлены под достаточно эффективный социальный контроль; в результате были решены основные задачи первого этапа эпидемиологической революции, и страна вступила во второй её этап, на котором доминировали уже хронические патологии, включая болезни системы кровообращения и новообразования (что характерно для постпереходного общества). В то же время оставалась достаточно высокой смертность от несчастных случаев, отравлений и травм, а также других — экзогенных причин заболеваемости и смертности. В России (в отличие от большинства развитых стран) не удалось обеспечить надёжный контроль над факторами риска и эффективную борьбу с сердечно-сосудистыми заболеваниями и раком; поэтому с середины 1960-х годов рост ожидаемой продолжительности жизни сменился периодом стагнации.

### Здравоохранение в постсоветской России
После распада СССР одновременно с децентрализацией власти в стране происходила и децентрализация системы здравоохранения. В ноябре 1991 года Министерство здравоохранения СССР было упразднено. Действовало Министерство здравоохранения РФ (до 1991 — РСФСР).
В 1991 года были приняты закон РСФСР № 1034-1 «О санитарно-эпидемиологическом благополучии населения» и закон РФ № 1499-1 «О медицинском страховании граждан в Российской Федерации» определяющий принцип оказания медицинской помощи. В 1993 году был принят закон РФ № 5487-1 «Основы законодательства Российской Федерации об охране здоровья граждан», ставший основным руководящим документом. В январе 1994 года было образовано Министерство здравоохранения и медицинской промышленности Российской Федерации. По сути, оно просто объединило два прежних министерства — Министерства здравоохранения СССР и РСФСР.
В августе 1996 года Министерство здравоохранения и медицинской промышленности было преобразовано в Министерство здравоохранения РФ. Вопросы медицинской промышленности переданы Министерству промышленности РФ.
В 1999 году был принят федеральный закон № 52-ФЗ «О санитарно-эпидемиологическом благополучии населения».
В марте 2004 года на базе Министерства здравоохранения РФ и Министерства труда и социального развития РФ было образовано Министерство здравоохранения и социального развития РФ, созданы путём выделения из Минздрава Федеральная служба по надзору в сфере защиты прав потребителей и благополучия человека (Роспотребнадзор), Федеральное медико-биологическое агентство (ФМБА).
В 2010 году был принят федеральный закон № 326-ФЗ «Об обязательном медицинском страховании в Российской Федерации». В 2011 году принят федеральный закон № 323-ФЗ «Об основах охраны здоровья граждан в Российской Федерации».
В мае 2012 года Министерство здравоохранения и социального развития РФ было преобразовано в Министерство здравоохранения РФ и Министерство труда и социальной защиты РФ, создана путём выделения из Минздрава Федеральная служба по надзору в сфере здравоохранения (Росздравнадзор).
В 2013 году Российская академия медицинских наук (ранее с 1944 г. Академия медицинских наук СССР) упразднена как самостоятельная государственная академия наук и включена в состав РАН в статусе одного из её отделений.
В марте 2020 года Госдума приняла закон о государственном регулировании цен на лекарства. Он даёт право кабинету министров ограничивать максимальные цены на лекарства при чрезвычайной ситуации или угрозе эпидемии. Также документ предлагает предусмотреть право правительства устанавливать предельно допустимые розничные цены, если за 30 календарных дней их рост в регионах составит более 30 %. При этом оговаривается, что действовать они будут не более 90 дней.
В июле 2020 года зампредседатель ведомства Галина Изотова сообщила, что Счётная палата России разрабатывает предложения и рекомендации по модернизации системы здравоохранения. Такая необходимость возникла после того, как пандемия поставила серьёзные вызовы перед отечественной медициной.
В июле 2020 года премьер-министр России Михаил Мишустин призвал модернизировать инфекционную службу для защиты граждан в обычной жизни и при проявлении новых угроз.
В феврале 2024 года президент РФ заявил о повышении зарплат всем медицинским работникам на 50% с 1 апреля, при сохранении им дополнительных выплат. С 1 марта 2024 года в городах от 50 тыс до 100 тыс человек — дополнительная выплата врачам составит 29 тыс рублей,  среднему медперсоналу — 13 тыс рублей. В населённых пунктах с менее 50 тыс жителей прибавка к зарплате составит 50 тыс рублей для врачей и 30 тыс — для медработников среднего звена.
В июле 2025 года вице-премьер Татьяна Голикова сообщила, что количество врачей в РФ за последние два года выросло на 16 000 человек, благодаря реализации национального проекта «Здравоохранение», а также программам «Земский доктор» и «Земский фельдшер», достигнув 558 000. Также в сфере здравоохранения к этому времени продолжили работать порядка миллиона миллиона специалистов со средним медобразованием.

## Государственная система

### Первичная медико-санитарная помощь
Наиболее востребованный вид медицинской помощи — амбулаторно-поликлиническая помощь. Одна из главных проблем российского здравоохранения связана с недостаточной доступностью медицинской помощи в амбулаторно-поликлиническом звене.
С 2009 года в системе первичной медико-санитарной помощи появился ещё один элемент — центры здоровья.

### Специализированная помощь
- фтизиатрическая служба (противотуберкулезные диспансеры, туберкулезные больницы и санатории)
- дерматовенерологическая служба (кожно-венерологические диспансеры)
- наркологическая служба (наркологические диспансеры)
- психиатрическая служба (психоневрологические учреждения)

#### Высокотехнологичная медицинская помощь
Является разновидностью специализированной медицинской помощи.
Высокотехнологичная медицинская помощь (ВМП) — это медицинская помощь с использованием сложных и уникальных медицинских технологий, основанных на современных достижениях науки и техники, оказываемая высококвалифицированными медицинскими кадрами. ВМП оказывается в профильных лечебных учреждениях, которые имеют лицензию на оказание данного вида помощи.
Это, в первую очередь, операции на открытом сердце, трансплантация сердца, печени, почек, нейрохирургические вмешательства при опухолях головного мозга, лечение наследственных и системных заболеваний, лейкозов, тяжелых форм эндокринной патологии, хирургические вмешательства высокой степени сложности.
Право на ВМП имеет каждый гражданин РФ. Главный критерий получения такой помощи — медицинские показания.
Перечень видов высокотехнологичной медицинской помощи, а также федеральных квот по ВМП для медицинских учреждений утверждается приказом Минздрава России.

### Акушерско-гинекологическая помощь
Родильные дома, родильные отделения муниципальных больниц.

### Медицинская помощь детям
Медицинская помощь детям оказывается в детских поликлиниках и детских консультациях, центральных районных и городских больницах.
Согласно данным Счётной палаты РФ на 2019 год, детские больницы и поликлиники располагались в 117 тыс. зданий. В каждом третьем учреждении нет водопровода (30,5 % от общего числа) и канализации (35 %), в половине (52,1 %) отсутствует горячее водоснабжение. Каждое седьмое здание находится в аварийном состоянии.

### Санаторно-курортное лечение
В ведении Минздрава РФ находятся большое количество различных санаториев, оказывающих санаторно-курортное лечение.

### Новые технологии в здравоохранении г. Москвы
С 2013 года в Москве в рамках программы «Информационный город» на основании постановления Правительства Москвы от 7 апреля 2011 г. № 114-ПП «О Программе модернизации здравоохранения города Москвы на 2011—2012 годы» (в редакции постановления Правительства Москвы от 21.05.2013 № 1322-ПП), стартовала система Единая медицинская информационно-аналитическая система (ЕМИАС). Система направлена на задачу сделать использование бесплатных медицинских услуг доступными, качественными и удобными для граждан, избавить медицинских работников от бумажной рутины и дать им простой и удобный доступ к необходимой информации для оказания медицинской помощи, а руководству учреждений и отрасли — достоверный и оперативный инструмент анализа и эффективного управления системой здравоохранения.
ЕМИАС является сложной информационной системой, автоматизирующей записи пациентов в поликлиники и деятельность медицинских работников Москвы. Система включает в себя онлайн регистрацию к врачам, электронную медицинскую карту и электронную запись рецептов.
На данный момент ЕМИАС является одной из самых крупных медицинских систем в Европе, включающих более 600 медицинских учреждений, 23 тысяч медицинских работников. Около 6 млн человек используют систему. За первый год работы в системе было зафиксировано более 114 000 транзакций.

## Лекарственное обеспечение
- В начале 2016 года в СМИ появились сведения о дефиците препаратов из списка жизненно необходимых и важнейших лекарственных препаратов в свободной продаже в аптеках, а также медикаментов и вакцин в учреждениях здравоохранения[20]. При этом во 2/3 аптек покупателю вместо предоставления российского лекарственного препарата предлагается гораздо более дорогие импортные препараты[21]. В качестве причины указывается дефицит отечественных лекарств, однако другая причина кроется в том, что аптекам выгоднее продавать более дорогие импортные продукты, и их прежде всего предлагать покупателям, так треть аптек полностью отказалась от покупки отечественных препаратов, сделав ставку на импорт[22].
- Одной из мер социальной поддержки граждан является льготное лекарственное обеспечение из федерального бюджета (ЛЛО)[23] и дополнительное лекарственное обеспечение за счёт бюджетных средств регионов РФ (ДЛО)[24]. В ЛЛО входит обеспечение населения лекарственными препаратами как в рамках государственной социальной помощи, так и по программе семи высокозатратных нозологий[23].
- Согласно анализу потребления рецептурных лекарств и структуры расходов на лекарственное обеспечение, проведенное экспертами Института социального анализа и прогнозирования (ИСАП) Российской академии народного хозяйства и государственной службы при Президенте РФ в 2019 году, доступность лекарственных средств остается низкой, а население вынуждено оплачивать более половины всех расходов из личных средств. Комплексное решение накопившихся проблем в области лекарственного обеспечения на амбулаторном этапе лечения возможно только путем глубокого реформирования действующей системы. Погружение всех рецептурных лекарственных препаратов, которые в настоящее время включены в перечень жизненно необходимых и важнейших лекарственных препаратов (ЖНВЛП) и фактически приобретаются за счет средств населения при условии софинансирования со стороны государства в размере 70 %, потребует 430 млрд рублей ежегодно[25]
- Согласно государственной программе «Развитие медицинской и фармацевтической промышленности», которую подготовил Минпромторг в 2014 году, предполагалось к 2020 году довести долю российских лекарств в потреблении до 50 %. Это позволило бы снизить зависимость от импорта и констатировать конкурентоспособность российских лекарств. Но эта программа оказалась провалена; в 2019 году планировалось достичь показателя 46 % по доле отечественных лекарств, однако реальная доля составила 30,5 % (согласно статистике за первые девять месяцев); аналогичные показатели по медицинским изделиям: запланировано 36 %, в реальности 22,7 %.
- Причин невысокой доли отечественных медицинских изделий несколько: рубль подешевел, импортные медицинские изделия дорожали быстрее отечественных, после кризиса 2014—2015 гг. и ужесточения банками условий выдачи кредитов их доступность для российских производителей снизилась. Спрос на дорогостоящие импортные медицинские изделия при закупках для нужд государства выше, чем на российские, а длительная процедура госрегистрации медизделий отечественного производства препятствует «снятию зависимости от импортных поставок»[26]
- В Москве, по данным опроса, озвученным президентом «Лиги пациентов» Александром Саверским, порядка 80 % людей говорили о проблемах с доступом к лекарствам, ещё порядка 40 % заявляли, что не могут позволить себе те лекарства, которые выписывает врач. В частности, тяжелые больные часто не могут получить лекарства, которые им положены по закону.[27]
- В настоящее время отсутствует закон или документ, утверждающий полноценное лекарственное обеспечение и оказание медицинской помощи в деревнях и селах. В связи с этим нет специальных мест для реализации лекарств и нет специального списка утверждающего перечень лекарственных средств, так как медицинские учреждения не спешат к проведению процедуры лицензирования.[28]
- Низкий доступ к лекарственному обеспечению в условиях амбулаторного лечения Всемирная организация здравоохранения называет одной из главных причин бедности. Это показало аналитическое исследование, в ходе которого изучалась ситуация в 194 странах мира. Об этом сказала представитель ВОЗ в России Мелита Вуйнович на состоявшемся 26 февраля 2019 года экспертном форуме «Здравоохранение России: организационно-экономические особенности и тенденции, стратегические и тактические задачи дальнейшего развития».[29]
- Директор Центра развития здравоохранения Московской школы управления Сколково Юрий Крестинский 24 октября 2019 на заседании Экспертного совета по VBHC (ценностно-ориентированное здравоохранение) отметил, что до сих пор при амбулаторном лечении действующая нормативно-правовая база, законодательство относят лекарственные средства к товарам народного потребления. Все государственные программы медицинской помощи при амбулаторном лечении, которые приняты и реализуются в стране (ОНЛС, «Семь нозологий», даже Постановление Правительства РФ № 890 «О государственной поддержке развития медицинской промышленности и улучшения обеспечения населения и учреждений здравоохранения лекарственными средствами и изделиями медицинского назначения»), не являются частью системы здравоохранения. Они реализуются в рамках оказания социальной помощи населению. Это не медицинская помощь, это социальная помощь[30]
- Согласно 44-ФЗ, льготное лекарственное обеспечение пациентов осуществляется государством на основании проведенных аукционов, в которых участвуют всевозможные производители лекарственных препаратов, содержащих идентичные действующие вещества, и выигрывает тот производитель, который предложит более выгодную цену. С фармацевтического рынка России стали уходить внутривенные антибактериальные препараты («Фортум», «Тиенам», «Меронем»), «проверенные годами и доказавшие свою эффективность и безопасность для больных муковисцидозом», а поставки в Россию одного из основных незаменимых при лечении муковисцидоза антибактериального ингаляционного препарата, не имеющего аналогов в России, — «Колистина» — задерживаются на полгода. Это вызвало серьёзные волнения в рядах пациентов, их семей, да и самих докторов, потому что те антибиотики, которые остались на рынке или появились недавно, не имеют доказанной терапевтической эквивалентности лекарствам, годами проверенным на эффективность и безопасность для больных муковисцидозом. В связи с этим сообщество больных муковисцидозом, состоящее почти из четырёх тысяч пациентов, а также членов их семей, просит обратить внимание на эту непростую ситуацию и выйти к органам государственной власти с просьбой о пересмотре 44-го Федерального закона и критериев участия в аукционах фармкомпаний, предлагающих свою лекарственную продукцию для лечения больных муковисцидозом, разработать систему эффективного оказания помощи больным муковисцидозом, закрепив её в законодательстве Российской Федерации, которое на сегодняшний день не отвечает жизненным потребностям таких пациентов[31]
- Власти российских регионов за первые пять месяцев этого года закупили 39,4 млн упаковок лекарств для льготников, что на 25 % меньше, чем за аналогичный период прошлого года. Такие данные приводятся в исследовании аналитической компании DSM Group. Авторы исследования указывают, что сокращение закупок в регионах коснулось практически всех категорий лекарств, за исключением препаратов для лечения онкологических заболеваний и гормональных средств. Закупка лекарств для пищеварительного тракта уменьшилась на 24 %, для сердца и сосудов на 6 %, от заболеваний нервной системы — на 30 %[32].
- Издание «Фармацевтический вестник», ссылаясь на благотворительный фонд «Подари жизнь», в июне 2020 года сообщило, что в российских больницах заканчивается препарат винкристин, применяемый для лечения онкологических заболеваний и входящий в список жизненно необходимых и важнейших лекарственных препаратов (ЖНВЛП). К концу текущего года пациенты и вовсе рискуют остаться без лечения, писал «ФВ»[33].
- Всероссийский союз пациентов фиксирует в ноябре 2020 года массу жалоб от пациентов на отсутствие лекарственных препаратов, как в стационарах, так и в аптечном сегменте. Предположительно, их отсутствие связано с введением маркировки[34]

## Продолжительность жизни населения
По данным ВОЗ за 2015 год, по ожидаемой продолжительности жизни при рождении Россия занимает всего {\displaystyle 110}-е место в мире - она составляет {\displaystyle 70,5} года по сравнению с {\displaystyle 79,3-83,7} года в странах Большой семёрки.
В статье Мюррея Фешбаха в «Вашингтон пост» в октябре 2008 года утверждалось, что по данным ООН, средняя продолжительность жизни мужчин в России составляла 59 лет, 166 место в мире, у женщин — в среднем 73 года, 127 место.
В феврале 2010 года заместитель председателя правительства России А. Д. Жуков на совещании в правительстве РФ по итогам реализации нацпроектов в 2009 году заявил, что в 2009 году продолжительность жизни увеличилась до 69 лет: «На протяжении уже нескольких лет продолжается рост средней продолжительности жизни в России, — отметил Жуков. — За 2009 год этот показатель вырос более чем на 1,2 года и составил в среднем и у мужчин и у женщин более 69 лет». По его словам, увеличение продолжительности жизни является успехом приоритетных национальных проектов: «Итоги реализации национальных проектов в 2009 году можно назвать достаточно успешными… Это следует из тех показателей, которые были достигнуты, по ряду направлений мы имеем достаточно высокие результаты». По мнению Жукова, это прежде всего касается национального проекта «Здоровье» и демографической политики.
В 2019 году Росстат провел статистический анализ средней продолжительности жизни в различных регионы РФ, получив следующие результаты:
- В Центральном Федеральном округе в среднем это число составляет 72 года.
- В Северо-Западном ФО — это число также было 71 год.
- В Южном Федеральном округе — 70 лет.
- В Северо-Кавказском наблюдался наибольший показатель в 74 года.
- В Приволжском наблюдалось число в 70 лет.
- В Уральском — в среднем мужчины и женщины жили около 70 лет.
- В Сибирском — эта цифра составляет немногим более 68 лет.
- В Дальневосточном всего 67.

Отмечается, что продолжительность жизни в России выросла. Это обусловлено, в первую очередь такими основными причинами и факторами, как:
- Повышение уровня медицины не только в России, но и в мире.
- Уменьшение детской смертности.
- Более комфортные условия существования и обеспечение щадящих условий работы.

Но, несмотря на положительную статистику, Росстат отмечает, что средний срок жизни мужчин и женщин в России существенно ниже по сравнению с другими государствами мира. Несмотря на то что прогнозные показатели демонстрируют довольно неплохую динамику даже при учёте низкого варианта, в отчете отмечается, что Россия будет отставать и далее от развитых и развивающихся стран. Обусловлено это в первую очередь тем, что необходим более высокий уровень медицины, пропаганда здорового образа жизни и ряда других мероприятий, инициатива по которым должно исходить от государства.
Результаты расчетов, проведенных Высшей школой организации и управления здравоохранением, показали, что в РФ для достижения оптимальной продолжительности жизни в 78 лет к 2024 году наряду с целенаправленной политикой, направленной на снижение потребления крепких алкогольных напитков (снижение на 45 % к 2024 году), необходимо ежегодно увеличивать государственные расходы на здравоохранение на душу населения примерно на 15 % в постоянных ценах. Такой темп роста государственных расходов на здравоохранение будет соответствовать 6,5 % ВВП в 2024 году, что на уровне стран ЕС в среднем.
Для достижения оптимальной продолжительности жизни в 77 лет к 2024 г. потребуется увеличение государственных расходов на 10 % ежегодно в постоянных ценах. Заложенные в госпрограмме «Развитие здравоохранения» финансовые средства недостаточны для достижения оптимальной продолжительности жизни в 78 лет к 2024 г. — динамика роста этих расходов с 2018 по 2024 год составит всего 6 % в постоянных ценах. К 2024 году эти расходы составят 2,9 % ВВП, что ниже, чем в 2018 г. (3,2 % ВВП).
Общая численность населения России на фоне пандемии по итогам 2020 года, по предварительной оценке, сократится на 158 тыс. человек — это максимум за 14 лет, следует из проекта единого плана правительства по достижению национальных целей развития России на период до 2024 года и на плановый период до 2030 года.
Согласно данным Росстата, за первое полугодие 2020 года естественная убыль населения уже составила 265,5 тыс. человек (946,5 тыс. умерших против 681 тыс. родившихся). Смертность за январь—июнь 2020 года на фоне пандемии возросла на 3,1% по сравнению с аналогичным периодом 2019 года, а рождаемость снизилась на 5,4%.
2020 год может стать пятым годом роста естественной убыли населения России, следует из данных Счетной палаты. По оценкам ведомства, в январе–июле 2020 года естественная убыль населения возросла по сравнению с аналогичным периодом прошлого года более чем на 30% и составила 316,3 тыс. человек. В целом демографическую обстановку в стране назвали неблагоприятной.
Ожидаемая продолжительность здоровой жизни среднего жителя России за 2020 год составила 58,9 года. Об этом говорится в письме Минтруда, направленном губернаторам российских регионов. Показатели сформированы на основе оперативных данных за январь–сентябрь 2020 года и выборочного наблюдения состояния здоровья населения. Согласно данному письму получены следующие результаты по регионам:
- Самая низкая продолжительность здоровой жизни ожидается в Ненецком автономном округе — 43,9 года.
- В Еврейской автономной области этот показатель достигает 48,3 года, а в республике Марий Эл — 49,9 года.
- На Урале этот показатель колеблется в районе 57 лет: он составляет 56,4 года для Свердловской области, 56,6 года для Тюменской области, 57,1 года для Ямала, 57,3 года для Курганской области и 57,9 года для Челябинской области.
- На Дальнем Востоке продолжительность здоровой жизни прогнозируют до 55-57 лет: в Хабаровском крае — 55,3 года, в Приморье — 56,8 года.

В России за период с января по ноябрь 2020 года смертность на 13,8% выше аналогичного периода в 2019 году. Об этом сообщила вице-премьер страны Татьяна Голикова.
К 2024 г. ожидаемая продолжительность жизни в России вырастет с 72,7 до 78 лет, а здоровой жизни – с 63 до 67 лет. Данные показатели обозначены как задачи Национальной стратегии действий в интересах граждан пожилого возраста до 2025 г. Их представила главный внештатный гериатр Минздрава России, директор Российского геронтологического научно-клинического центра РНИМУ им. Н.И. Пирогова Ольга Ткачева на Региональной рабочей встрече экспертов ВОЗ по вопросам национальной политики в области здорового старения 26 февраля.
В марте 2021 года министр здравоохранения России Михаил Мурашко заявил, что младенческая смертность в стране достигла исторического минимума. Показатель в 2020 году составил 4,5 смертей на одну тысячу рождённых, что на 12% ниже показателей 2019 года.
В декабре 2022 года министр здравоохранения РФ Михаил Мурашко сообщил, что с конца года ожидаемая продолжительность жизни в стране увеличилась на 1,8 года. По прогнозам ведомства, к концу 2022-го данный показатель будет еще больше. Михаил Мурашко также отметил, что Россия в настоящее время вышла на устойчивую траекторию снижения смертности.

## Первые итоги реформы здравоохранения
В докладе специальной комиссии Счётной палаты РФ (подготовлен весной 2015 года) стартовавшая в январе 2015 года реформа здравоохранения в России была признана провальной: она не только не улучшила качество оказываемых населению медицинских услуг, но сделала их для населения менее доступными. Предусмотренная реформой «оптимизация» уже в 2014 году привела к сокращению медицинского персонала на 90 тыс. человек, что при росте числа потребителей услуг на 152,7 тыс. человек ухудшило качество оказываемой медицинской помощи и значительному (на 24 %) росту объёма платных услуг. Было сокращено 33 757 больничных коек, закрыто 29 больниц; при этом смертность в больницах в целом по стране выросла на 2,6 %, а в 49 регионах (в которых имело место снижение числа госпитализированных пациентов) — на 3,7 %. По мнению реализация новой реформы здравоохранения в 2014—2015 гг. осуществляется в форме, противоречащей интересам больных.
Несмотря на эти выводы, сделанные аудиторами, «оптимизация» здравоохранения России продолжается. К февралю 2015 года без работы остались уже более восьми тысяч медиков. В 2015 году подлежит ликвидации 41 больница, а за четыре года общее число больниц планируется сократить на 77 %, поликлиник — на 7 %. В Минздраве с претензиями Счётной палаты, правда, не согласились и заявили, что положительные результаты реформы уже ощущаются в нескольких регионах России (не названных).
Уже в начале ноября 2014 года в различных регионах России начались массовые протесты, вызванные сокращением финансирования медицины и увольнением значительного числа медицинских работников. Первые митинги прошли в Москве (2 ноября, 30 ноября и 14 декабря 2014 года); в течение месяца на акции протеста вышли медики Санкт-Петербурга, Ржева, Моздока, Ульяновска, Ижевска, Уфы, Перми, Екатеринбурга, Омска, Иркутска, Владивостока. На митингах выдвигались требования остановить «псевдореформу», обеспечить медработникам «достойную оплату», покончить с сокращениями. Наиболее активные врачи несли самодельные плакаты «Пойдём сдохнем», «Лечитесь кошками», «Путин, введи войска в здравоохранение». Митингующих поддержали около 10 партий и общественных организаций.
Выступая 22 сентября 2015 года в Государственной Думе РФ, председатель Комитета по природным ресурсам, природопользованию и экологии, академик РАН В. И. Кашин констатировал, что в результате реформ примерно 48 % затрат на здравоохранение осуществляется за счёт населения, происходит массовое закрытие лечебных учреждений и сокращение врачей. При этом, по данным на конец 2015 года, практикующих врачей в РФ оказалось на 22 % меньше, чем необходимо по штатным нормативам, а дефицит коек в стационарах составил 23 %; доступность медпомощи для россиян снизилась по ряду факторов, а на селе, где обеспеченность врачами в 3,5 раза ниже, чем в городе, смертность по итогам 2014 года на 15 % опередила городскую. Одним из немногих положительных моментов стало упрощение доступа пациентов к обезболивающим препаратам (правда, не всегда тот препарат, который выписан врачом, пациент может достать). По данным на конец 2016 года дефицит участковых терапевтов в российских поликлиниках составил 27 процентов. Дефицит педиатров составил 18 процентов.
К 2016 году, по разным оценкам по сравнению с 2000 годом, количество больниц в стране сократилось в 2-5 раз, происходило и сокращение коечной ёмкости большинства больниц, уменьшилось количество поликлиник почти на 3000. В первую очередь это коснулось сельских участковых больниц (СУБ) и врачебных амбулаториев. Снизилось количество фельдшерско-акушерских пунктов (ФАП) на более, чем 5000 единиц. Частично, вместо них планировалось массово создать офисы врачей общей практики, но данное мероприятие, особенно в сельской местности, потерпело крах. Всё это отрицательно сказалось на медобеспечении населения отдалённых и труднодоступных населённых пунктов, в итоге на их здоровье, продолжительности и качестве жизни, количестве жителей (из-за естественной убыли и миграционного оттока).
В 2017 году появились сведения о том, что центральные районные больницы (ЦРБ) оказались на грани банкротства. Так, только в Алтайском крае задолженность этих больниц в 2017 году составила 860 млн рублей.
В 2018 году продолжались массовые протесты работников здравоохранения против повышения стоимости обучения в ординатуре, лишения врачей льготного возраста выхода на пенсию, сокращений медперсонала.
В 2019 году неэффективное проведение реформ и оптимизаций в сфере здравоохранения в России признала и исполнительная власть, связанные с этим вопросы и предполагаемые пути его решения выносились неоднократно на обсуждение Президента России и Госсовета России. Возникла и острая проблема нехватки медицинских кадров (врачей, медсестёр), а перевод санитарок, занимающихся помимо всего и элементарным уходом за больными, в разряд неквалифицированных в медицинских вопросах уборщиц, в том числе по принципу аутсорсинга — к проблемам и в этой сфере. При этом, данный перевод осуществлялся по разному, в ряде лечебных учреждений с исключением специфичных должностных обязанностей и перекладыванием их на медсестёр, в других без изменения предыдущих должностных обязанностей санитарок, но при этом с уменьшением заработных плат и льгот. Также, реформа коснулась санитаров и водителей-санитаров машин скорой медицинской помощи, участвовавших в переносе больных, которые были переведены в разряд обычных водителей, а функция переноса больных возложена на медицинских сестёр. Проблемы с санитарами/санитарками были связаны с непродуманностью и несостыковками между собой федеральных законов и подзаконных нормативных правовых актов.
От «реорганизации» и «оптимизации», а также от «надзорных каникул» страдает и профилактическое направление здравоохранения.
В Новгородской области в городе Шимске закрытие круглосуточного стационара районной больницы в результате сокращения персонала привело к перекрытию федеральной трассы Великий Новгород — Псков, в районах и областном центре при поддержке партий «Яблоко» и КПРФ прошло несколько митингов и народных сходов.
В Кемеровской области из-за действия местных властей под угрозой закрытия оказался междуреченский филиал Новокузнецкого противотуберкулезного диспансера, в городе проходили одиночные пикеты. Как итог — губернатор пошел на диалог с протестующими и уволил главу департамента по социальной политике Кемеровской области.
Протесты и митинги на фоне медицинской реформы проходили в Екатеринбурге, Челябинске, Перми, Кургане, Саратове, Санкт-Петербурге и Москве.
В медучреждениях Курганской области не хватает 1018 медицинских работников. Из них 554 специалистов с высшим медицинским и фармацевтическим образованием, 464 – среднего медицинского персонала. Вакансии разместил на своём сайте Департамент здравоохранения региона.
Министерство здравоохранения Ростовской области в августе 2020 года планирует проверку в центральной горбольнице Каменска-Шахтинского, так как оттуда массово увольняются врачи. Ранее в соцсетях завотделением хирургии Георгий Медведев рассказал о том, что из больницы уходят выдающиеся хирурги, оставшиеся врачи также готовы к увольнению, если не удовлетворят их требования о нормальных условиях работы, заработной плате и премиях.

### Реформа здравоохранения в Москве
По мнению экспертов, серьёзных расчетов при разработке реформы городского здравоохранения Москвы не делалось. Сейчас доля больничных коек департамента здравоохранения в общей структуре коечного фонда Москвы неуклонно падает. Если в 2013 году их было 75,4 процента, то в 2015 только 68,2. Число посещений поликлиник депздрава уменьшилось, а количество посещений поликлиник частного сектора выросло, приблизившись в 2015 году к 23 млн.
В 2012 году были закрыты детские инфекционные больницы № 8 в Лужнецком проезде и № 12 на 1-й улице Ямского Поля. Вместе они могли принять 300 больных. В качестве компенсации был возведен инфекционный корпус для детской больницы имени Сперанского на 200 коек, что на треть меньше, чем было в ликвидированных больницах.
В Москве одними из первых под сокращение попали именно инфекционные больницы. В 2014 году была закрыта инфекционная больница № 3. Столица лишилась 420 коек для лечения пациентов с особо опасными инфекциями и ВИЧ. Здесь работало 350 медиков, специализирующихся в основном на лечении вирусных инфекций. В 2020 году утрату этого центра пришлось срочно компенсировать строительством в чистом поле новой больницы в Коммунарке, что обошлось бюджету Москвы — как выяснили в «Известиях» — в несколько десятков миллиардов рублей.
Сейчас в Москве и в целом по России анестезиологов-реаниматологов на 30 % меньше, чем положено по штатному нормативу.
Ректор Высшей школы организации и управления здравоохранением (ВШОУЗ) Гузель Улумбекова приводит такие цифры: обеспеченность инфекционными койками для взрослых и детей была сокращена почти в два раза — с 4,7 тыс. до 2,5 тыс. Это сопровождалось ростом смертности от инфекционных болезней на 11 % — с 12,5 до 13,9 на 100 тыс. человек населения (данные Росстата). По мнению специалиста, ошибка мэрии Москвы состояла в том, что инфекционная служба была переведена в систему ОМС, её финансирование стало зависеть от числа больных. Так быть не должно, поскольку инфекционная служба находится большую часть времени в режиме ожидания

## Оценка качества здравоохранения населением России
Социологические исследования показывают, что сегодня работой медицинских учреждений в России довольны не многим более трети населения[42]:
| Довольны ли вы работой медицинских учреждений в вашем городе?                   | 2012 г. | 2013 г. | 2014 г. | 2017 |
| ------------------------------------------------------------------------------- | ------- | ------- | ------- | ---- |
| Да, полностью довольны                                                          | 9 %     | 9 %     | 9 %     | 9 %  |
| Да, скорее довольны                                                             | 25 %    | 27 %    | 30 %    | -    |
| Нет, скорее недовольны                                                          | 35 %    | 32 %    | 35 %    | -    |
| Полностью недовольны                                                            | 32 %    | 33 %    | 26 %    | 54 % |
| Доля тех, кто полностью или в основном доволен работой здравоохранения в России | 34 %    | 35 %    | 39 %    | 37 % |

В сводном годовом докладе о ходе реализации и оценке эффективности государственных программ Российской Федерации по итогам 2018 года Минэкономразвития отмечает, что одна из целей госпрограммы «Развитие здравоохранения» — «Удовлетворенность населения качеством медицинской помощи» — в 2018 году не была достигнута. Фактическое значение указанного показателя в 2018 году, согласно сведениям, представленным в годовом отчете Минздрава России, ниже запланированного уровня: план — 41,7 %, факт — 38,7 %.
Согласно опросу Всероссийского центра изучения общественного мнения (ВЦИОМ) и Центра социального проектирования «Платформа» в 2019 году не доверяют поставленному диагнозу или перепроверяют назначения врача 41 % россиян. Три четверти опрошенных (75 %) считают, что работа медицинских учреждений должна контролироваться независимой структурой, например страховой компанией

## Проблемы

### 2018-2019 год
В 2019 году приняли массовый характер забастовки российских медиков с требованием повышения зарплат, на которые по их словам невозможно прожить. Другими проблемами является колоссальный разрыв в зарплатах между руководителями медицинских учреждений и рядовым персоналом, переработка в результате массового сокращения сотрудников и перевода оставшихся на несколько ставок.
По оценкам Росстата, в стране 60 тыс. врачей, дефицит среднего медицинского персонала составляет около 130 тыс. специалистов.
Бывший премьер-министр Дмитрий Медведев в 2018 году во время интервью отечественным СМИ признал, что проблема нехватки кадров есть. «У нас дефицит общий по стране приблизительно 22,5 тысяч человек. Это означает, что в отдельных регионах, в отдельных местах не хватает, например, терапевтов, педиатров, а в других местах не хватает узких специалистов», — сообщил он.
Заместитель председателя Счетной палаты Г. Изотова во время выступления в Государственной думе констатировала, что в 2020 году общие расходы на отрасль составят 3,6 % ВВП, в последующие два года этот размер не увеличится. Для сравнения: в других странах этот показатель составляет и 9, и 10 %. Сегодня в наших медицинских организациях расходы на зарплату составляют до 80 % от всего финансирования, что существенно ограничивает возможность полноценного лечебно-диагностического процесса.
Высшая школа организации и управления здравоохранением (ВШОУЗ) в своем отчете отмечает, что в доле ВВП государственные расходы на здравоохранение в РФ составили 3,2 % ВВП, что в 1,6 раза ниже, чем в странах ЕС (5 % ВВП). На фоне и так невысоких государственных расходов на здравоохранение в РФ за последние 6 лет (с 2012 по 2018 год) произошло их сокращение на 4 % в постоянных ценах (2012 год — 100 %). Такое уменьшение расходов привело к снижению гарантированных объёмов медицинской помощи.
Наиболее вероятные проблемы, с которыми могут столкнуться пациенты в государственной или муниципальной поликлинике: долгое ожидание записи, очереди, назначение платных услуг, невозможность получить все услуги в одном месте, отсутствие нужного специалиста. По шкале от 1 до 5 возможность возникновения данных проблем россияне оценили в среднем на 3,4 балла. Менее распространены ситуации невнимания со стороны врача или неверного назначения лекарств (2,9 балла), хамства медперсонала (2,6 балла).
В 2019 году, до пандемии коронавируса, качеством доступной медицинской помощи в местах проживания оказались довольны только 37 % россиян, свидетельствуют данные Gallup. Этот показатель остается примерно на том же уровне с 2014 года (38 %). В 2018 году о том, что их устраивает качество медицинских услуг, сообщили 34 % участников опроса, а в 2017-м — 35 %. За основу материала Gallup взял данные глобальных опросов, проведенных с 2005-го по прошлый год. В России с 2005 по 2018 год опросы проводились методом личного интервью, в них принимали участие в среднем по 2 тыс. респондентов из числа жителей городов.
Член Комитета Госдумы по охране здоровья, депутат Алексей Куринный в 2019 году опубликовал рейтинг регионов по суммарной просроченной кредиторской задолженности медучреждений, составленный Минздравом РФ. На 1 июля 2019 года лидерами оказались Ульяновская, Кемеровская области и Красноярский край, больницы и поликлиники которых совокупно задолжали более 3 млрд рублей. В результате получается ситуация, что большая часть средств лечебных учреждений уходит на фонд оплаты труда, а на закупку медикаментов и расходных материалов, оплату коммунальных услуг зачастую денег уже не хватает. Подобная ситуация вызывает серьезное беспокойство региональных властей. Так, в Вологодской области директор Территориального фонда ОМС Вологодской области Сергей Мартов настаивает на увеличении субвенций из Федерального фонда ОМС в связи с тем, что недофинансирование составляет порядка 30%. Подобная ситуация, как отмечают в регионе, встречается и в других областях.
Кадровый дефицит медработников в 2019 году, по оценками Минздрава, составлял 155,8 тысячи человек: не хватало 25,2 тысячи врачей и 130,6 тысячи среднего медицинского персонала.

### 2020 год
В конце апреля 2020 года пресс-секретарь президента Дмитрий Песков рекомендовал медработникам обращаться в компетентные региональные органы власти — например в региональное министерство здравоохранения, а не в газеты и другие средства массовой информации в случае, если выявляется нехватка оборудования или средств индивидуальной защиты в условиях пандемии, и подчеркнул, что требования врачей по поводу обеспечения безопасности должны исполняться. Однако через неделю после высказывания Пескова Роскомнадзор заблокировал сайт медицинского отраслевого журнала «Vademecum» за заметку о предоставлении средств из ОМС для лечения коронавирусных пациентов.
В конце июня 2020 года приложение «Справочник врача» провело опрос среди 10,1 тыс. врачей-специалистов. 82 % опрошенных среди главных негативных сторон системы обязательного медицинского страхования отметили забюрократизированность всей системы оказания медуслуг и непомерную проверочную нагрузку на врачей.
В июне 2020 года Минздрав России предложил сдвинуть как минимум на полгода сроки реализации проекта по модернизации первичного звена здравоохранения РФ.
В июле 2020 года глава Минздрава РФ Михаил Мурашко в интервью журналистам заявил, что все звенья здравоохранения от первичной до специализированной помощи нуждаются в модернизации, пациенты в любом месте проживания должны комфортно получать необходимое лечение.
В июле 2020 года в Вологодской области Федеральная антимонопольная служба УФАС подтвердило наличие медицинского картеля на закупках для бюджетных учреждений.
Всероссийская школа управления и организации здравоохранения в июле 2020 года назвала размытой ответственность государственных структур, отвечающих за организацию здравоохранения и курирующих противоэпидемические мероприятия, а расходование средств – неэффективным. В результате, по мнению специалистов организации, в период пандемии COVID-19 вся тяжесть последствий легла на медицинских работников.
Уполномоченный при Президенте по защите прав предпринимателей Борис Титов в августе 2020 года написал вице-премьеру России Татьяне Голиковой о долгах медучреждений и территориальных фондов ОМС по отношению к контрагентам в 2020 году. Задолженность в регионах варьируется от 25 до 250 млн рублей.
В сельской местности в 2019 году работали 245,2 тысячи медработников. Это на 5,6 тысячи человек меньше, чем в 2018 году. Постоянное снижение численности сельских медиков наблюдается с 2015 года. Тогда на селе трудились 262,4 тысячи медперсонала.
Минфин РФ в августе 2020 года предложил сократить финансирование госпрограмм "Развитие здравоохранения" и "Развитие образования". Об этом говорится в "Методике расчета предельных базовых бюджетных ассигнований федерального бюджета по государственным программам РФ и непрограммным направлениям деятельности". Согласно документу, по сравнению с законодательно установленным объемом бюджетных ассигнований базовые бюджетные ассигнования на развитие здравоохранения могут быть уменьшены в 2021 году на 65,7 млрд рублей, до 721,9 млрд рублей, в 2022 году - на 71,6 млрд рублей, до 716,5 млрд, в 2023 году - на 115,4 млрд рублей, до 672,7 млрд рублей.
В августе 2020 года в Минздраве Башкирии прокомментировали обращение фельдшера скорой помощи из Бирска. Она рассказала о «тупиковой ситуации» на подстанции, невыносимых условиях труда и невыплаченных надбавках. Минздрав только частично признал проблемы, а на счёт остального пояснили, что письмо медработника носит «эмоциональный характер».
Рейтинг опасных профессий в 2020 году возглавили врачи, обогнав шахтеров, пожарных и военнослужащих, говорится в исследовании сервиса по поиску работы SuperJob. "По сравнению с аналогичными исследованиями прошлых лет врачи впервые оказались на первом месте в рейтинге опасных профессий: ранее их работу называли самой рискованной два-три процента россиян, сегодня — каждый пятый", — говорится в исследовании.
По мнению Гузель Улумбековой, руководителя Высшей школы организации и управления здравоохранением, пандемия коронавируса показала несколько существенных проблем отечественного здравоохранения: первая — неготовность и демобилизация инфекционных служб. В результате после развала СССР коечный фонд для инфекционных больных сократился в 2,5 раза, уменьшилось и число врачей-инфекционистов. При этом коэффициент смертности от инфекционных болезней вырос вдвое. Второе слабое место российского здравоохранения — дефицит врачей и коечного фонда. Число коек за последние 7 лет сократилось на 160 тыс., или на 15%, штат врачей уменьшился на 46 тыс. человек, или на 8%. Третья проблема — неповоротливость системы финансирования здравоохранения. Таким образом, под удар попадают главным образом структуры, которые, по сути, находятся в режиме ожидания, — скорая помощь и инфекционная служба. Еще одна проблема, которая отражается и на готовности системы встретить эпидемию, — децентрализация управления: центральные органы власти, по сути, работают отдельно, а региональные власти — отдельно. В результате санитарная служба оказалась выключена из состава Минздрава, хотя она была в его составе в советское время и именно такая модель действует сегодня во всех развитых странах.
По мнению главы Петербургского медицинского форума Сергея Ануфриева в качестве основной проблемы можно выделить отсутствие профессиональной автономии врачей, диалога с медицинским сообществом. Фактически это привело к тому, что компетентное и профессиональное мнение врачей, несущих по законодательству ответственность за качество лечения, подменялось распоряжениями Роспотребнадзора, оторванными от реального положения дел в городском здравоохранении, а подчас идущими вразрез с федеральным законодательством.
Глава Росздравнадзора Алла Самойлова рассказала, что в период эпидемии пациенты с хроническими неинфекционными заболеваниями испытывали сложности с получением необходимой медицинской помощи из-за перепрофилирования или закрытия стационаров на карантин. С момента официального объявления пандемии — с 1 марта по 1 августа 2020 года — число обращений в Росздравнадзор по поводу оказания медицинской помощи выросло на 39% по сравнению с аналогичным периодом прошлого года.
Директор университетской клиники МГУ имени Ломоносова, академик Армаис Камалов среди главных ошибок современного развития здравоохранения выделяет сокращение службы инфекционной помощи и то, что ее финансирование стало зависеть от числа пролеченных больных, что привело к провалу первичного звена здравоохранения в момент пандемии коронавируса в 2020 году.
Министерство финансов Забайкальского края в сентябре 2020 года попросило депутатов региона обратиться к федеральным властям, чтобы решить вопрос задолженности медучреждений. Выяснилось, что общая сумма долга больниц края превышает миллиард рублей.
Счётная палата Владимирской области считает неэффективным использование департаментом здравоохранения бюджетных средств на привлечение врачей. К такому выводу в ведомстве пришли после проверки текущей кадровой ситуации с медработниками. В 2015-2019 годах на реализацию программы «Кадровое обеспечение учреждений здравоохранения» Владимирской области было потрачено 1,35 миллиарда рублей.
Счётная палата Российской Федерации подвела итоги исполнения Минздравом России государственной программы, установленной на 2019 год. В ведомстве отметили, что Министерство не выполнило три из четырёх поставленных целей. Добиться нужных показателей удалось только в области снижения младенческой смертности.
Вступающий с января 2021 года в России в силу новый порядок оказания медицинской помощи взрослому населению при онкологических заболеваниях вызвал в обществе изрядную долю критики. Ряд экспертов считает, что, согласно документу, из маршрутизации практически исключаются частные клиники, другие же подчеркивают, что, таким образом, Минздрав планирует перекрыть блуждание пациентов между регионами в рамках межтерриториальных расчетов ОМС. Однако есть и сторонники нового порядка оказания помощи.
Красноярские следователи возбудили уголовное дело на неустановленных чиновников Министерства здравоохранения Красноярского края. Прокуратура провела проверку и выявила признаки халатности при закупке льготных лекарств. В результате бюджету нанесли крупный ущерб. Из-за того, что чиновники не оценили потребность в препарате, лекарства пролежали на складе 2 года. В феврале 2020 года истек срок годности. Общая стоимость неизрасходованных медикаментов составила 15 миллионов рублей.
Россия потратит на здравоохранение в 2021 году 4,4 трлн руб., что с поправкой на инфляцию означает сокращение расходов по этой статье на 3%, подсчитали эксперты. Недостаточное финансирование приводит к дефициту кадров, плохому лекарственному обеспечению граждан, а также существенным расходам населения.
С начала пандемии COVID-19 медучреждения Амурской области потеряли около 200 специалистов: 400 уволились по разным причинам и только 200 были трудоустроены. Эксперты обращают внимание на тяжелые условия труда врачей, неэтичное отношение к ним со стороны властей и пациентов.
В Стратегии развития здравоохранения до 2025 года имеются нестыковки с одноименной государственной программой. На это обратила внимание заместитель председателя Счетной палаты Галина Изотова на заседании Комитета Госдумы по охране здоровья 14 октября. В частности, она отметила, что до сих пор не подтверждены расходы на лечение больных ВИЧ и туберкулезом. По словам Изотовой, в реестрах пациентов с этими заболеваниями, оператором которых выступает Минздрав, цифры не сходятся.
За период пандемии число вакантных мест в государственных и муниципальных больницах увеличилось. Медработники увольняются из-за нехватки средств индивидуальной защиты, страха заразить COVID-19 себя или своих близких, из-за отсутствия обещанных «коронавирусных» надбавок.
Ситуацию в российской медицине назвали удовлетворительной 45% участников опроса ВЦИОМ, проведенного в ноябре 2020 года, но только 12% считают, что в системе здравоохранения все хорошо. При этом большинство респондентов доверяют врачам и считают эту профессию престижной. Одновременно с этим рейтинг доверия к врачам у населения довольно высок: 36% опрошенных оценили свое доверие на высший балл по пятибалльной шкале, на 4 балла – 26%, на 3 – 22%. Не доверяют или скорее не доверяют медицинским работникам 11%. Участникам опроса предлагалось также оценить вероятность столкнуться с проблемами в государственной или муниципальной поликлинике. В этом антирейтинге 3,7 балла набрало долгое ожидание в очереди, 3,6 – невозможность получить все необходимые услуги в одном месте и дополнительные расходы из-за назначения платных услуг, 3,5 – отсутствие нужного специалиста и неправильный диагноз. 41% опрошенных приходилось перепроверять поставленный диагноз за последние 3-5 лет.
По словам президента Центра проблем аутизма Екатерины Мень на «круглом столе» в Совете Федерации о реализации мер господдержки семей, воспитывающих таких детей, не менее 30% обращений в Центр проблем аутизма связано с дефицитом врачей-специалистов для лечения иных заболеваний у детей с расстройством аутистического спектра.
Союз пациентов России в декабре 2020 года заявил о том, что в стране уже несколько месяцев наблюдается дефицит 42 препаратов, в том числе использующихся при лечении коронавируса. ВСП от лица 20 пациентских объединений направил письмо президенту РФ Владимиру Путину, а также в правительство РФ, Минздрав и Минпромторг со списком препаратов, которые являются дефицитными в России.
В России за прошедший год лекарства из перечня жизненно важных препаратов подорожали на 4,9%. А на нерегулируемом сегменте рост цен достиг почти восьми процентов.

### 2021 год
В начале 2021 года правительство почти вдвое сократило финансирование из федерального бюджета системы здравоохранения страны. Медицина стала одной из немногих статей бюджета, ассигнования по которым в 2021 году снизили.
В марте 2021 года вице-премьер России Татьяна Голикова вновь назвала дефицит кадров основной проблемой здравоохранения страны.
В марте 2021 года Счётная палата России провела проверку и выявила нарушения по выплатам ковидных надбавок медработникам. В общей сложности за 2020 год они недополучили 330,6 млн рублей. После проведения контрольных мероприятий 251,2 млн рублей из этой суммы перевели медикам.
В июне 2021 года стало известно, что сумма исковых требований от пациентов к различным медучреждениям за 2020 год превысила в общей сложности триллион рублей.

## Результаты социальных опросов
В ноябре 2022 года согласно данным опроса Всероссийского союза пациентов жители России увидели положительные изменения в системе работы здравоохранения. Число людей негативно оценивающих изменения в системе здравоохранения снизилось с 68,8% в 2021 году до 38,9% в 2022 году. А число людей отметивших позитивные изменения увеличились с 8,7% до 11,1%. Опрос проводился в интернете, через сервис Яндекс-формы. В нем приняли участие 2559 пациентов из 80 регионов. В прошлом году в опросе приняли участие 1452 пациента из 76 регионов. Около половины респондентов — 44,9% считают, что ситуация в системе здравоохранения не изменилась.